# Eumorpha ampelophaga
Eumorpha ampelophaga är en fjärilsart som beskrevs av Walker 1856. Eumorpha ampelophaga ingår i släktet Eumorpha och familjen svärmare. Inga underarter finns listade i Catalogue of Life.